# Buster Mathis
Buster Mathis est un boxeur américain poids lourds né le 11 juin 1943 à Sledge, Mississippi, et mort le 6 septembre 1995.

## Carrière
Après une carrière amateur réussie ponctuée par un titre de champion des États-Unis poids lourds en 1964, Buster Mathis se qualifie pour les Jeux olympiques de Tokyo mais il est remplacé par Joe Frazier à la suite d'une blessure, ce dernier remportant la médaille d'or. Il fait ses débuts professionnels en juin 1965. Durant deux ans et demi, il va remporter 23 victoires consécutives dont une contre le futur challenger mondial Chuck Wepner. En mars 1968 à Philadelphie, il rencontre un autre adversaire invaincu, Joe Frazier, mais connaît la première défaite de sa carrière par KO technique à la 11e reprise.
Après une nouvelle série de 5 victoires, il rencontre le champion canadien George Chuvalo qu'il bat par décision unanime. Mais un mois plus tard, il est battu pour la 2e fois par Jerry Quarry. Il ne boxe alors plus pendant deux ans et demi. Son fils Buster Mathis Jr, qui deviendra boxeur professionnel, naît le 24 mars 1970. En novembre 1971, il effectue son retour sur le ring contre Mohamed Ali pour la ceinture NABF mais chute au 11e round et deux fois au 12e, déclaré perdant par décision unanime.
Mathis ne combat qu'une fois en 1972, pour une victoire par KO au 3e round. Mais après avoir été mis KO au 3e round par l'espoir Ron Lyle 3 semaines plus tard, il met un point final à sa carrière. Les années suivantes, il souffrira de diabète, de problèmes rénaux et cardiaques. Il meurt d'une crise cardiaque à 52 ans.